# Dwars door België 1952
De achtste editie van Dwars door België werd verreden op zaterdag 19 en zondag 20 april 1952. Deze editie ging over twee etappes en het eindklassement werd net als in 1950 bepaald op basis van punten. 

## 1e etappe

### Wedstrijdverloop
De start van de 1e etappe lag in Waregem en de finish in Eisden. De afstand bedroeg 224 km. Er gingen 145 renners van start in Waregem. Al vanaf de start regende het aanvallen en binnen 5 km was er een kopgroep van 5 renners vandoor. In Kruishoutem had deze kopgroep al 35 seconden voorsprong, in Oudenaarde was dit opgelopen tot iets meer dan 1 minuut. Aan kop van het peloton werd hard gesleurd op de Edelareberg zodat er diverse groepjes ontstonden. Op de Parikeberg zaten de koplopers nog 35 seconden voor de tweede groep. In de buurt van Tubeke smolt uiteindelijk alles weer samen zodat er 125 renners bijeen reden. Schotte moest lossen in Tienen wegens pech. Op een oplopend stuk in Genk ging Van Steenkiste in de aanval en er ontstond een kopgroep van 11 renners die wist weg te blijven tot de finish. In de sprint was Wouters de snelste en won deze etappe.

### Hellingen
Voor zover bekend moesten de volgende hellingen in de 1e etappe beklommen worden:

### Uitslag
| Plaats  | Naam              | Ploeg | Tijd     |
| ------- | ----------------- | ----- | -------- |
| Winnaar | Lode Wouters      |       | 5u37'00" |
| 2       | André Maelbrancke |       | z.t.     |
| 3       | Karel De Baere    |       | z.t.     |

## 2e etappe

### Wedstrijdverloop
De 2e etappe ging een dag later van Eisden terug naar Waregem, de afstand bedroeg 237 km. Er gingen 124 renners van start in Eisden. Er waren aanvallen, maar allen van korte duur. In Oudenaarde reden nog altijd 60 renners samen. Schotte was erg actief en probeerde het een paar maal, zonder veel succes. In de lokale ronden in Waregem probeerden Close en Van Kerkhoven het nog, zonder succes, op 5 km van de finish was alles weer samen, 30 renners gingen sprinten voor de zege. Het verschil was minimaal, maar Maelbrancke won deze etappe. Maelbrancke die in de 1e etappe 2e werd, won zo het eindklassement.

### Hellingen
Voor zover bekend moesten de volgende hellingen in de 2e etappe beklommen worden:

### Uitslag
| Plaats  | Naam              | Ploeg | Tijd     |
| ------- | ----------------- | ----- | -------- |
| Winnaar | André Maelbrancke |       | 6u35'00" |
| 2       | Ollivier Valleer  |       | z.t.     |
| 3       | Ernest Sterckx    |       | z.t.     |

## Eindklassement
| Plaats  | Naam                  | Ploeg | Punten |
| ------- | --------------------- | ----- | ------ |
| Winnaar | André Maelbrancke     |       | 3      |
| 2       | Lode Wouters          |       | 5      |
| 3       | Karel De Baere        |       | 10     |
| 4       | Roger Decock          |       | 11     |
| 5       | Germain Derijcke      |       | 23     |
| 6       | Louis Anthonis        |       | 24     |
| 7       | André Rosseel         |       | 26     |
| 8       | Eugène Van Roosbroeck |       | 37     |
| 9       | Ollivier Vallère      |       | 37     |
| 10      | Marcel Hendrickx      |       | 37     |

1945 · 1946 · 1947 · 1948 · 1949 · 1950 · 1951 · 1952 · 1953 · 1954 · 1955 · 1956 · 1957 · 1958 · 1959 · 1960 · 1961 · 1962 · 1963 · 1964 · 1965 · 1966 · 1967 · 1968 · 1969 · 1970 · 1971 · 1972 · 1973 · 1974 · 1975 · 1976 · 1977 · 1978 · 1979 · 1980 · 1981 · 1982 · 1983 · 1984 · 1985 · 1986 · 1987 · 1988 · 1989 · 1990 · 1991 · 1992 · 1993 · 1994 · 1995 · 1996 · 1997 · 1998 · 1999 · 2000 · 2001 · 2002 · 2003 · 2004 · 2005 · 2006 · 2007 · 2008 · 2009 · 2010 · 2011 · 2012 · 2013 · 2014 · 2015 · 2016 · 2017 · 2018 · 2019 · 2020 · 2021 · 2022 · 2023 · 2024 · 2025

Lijst van beklimmingen